# Nicolas-Dauphin de Beauvais
Pour les articles homonymes, voir de Beauvais.
Nicolas-Dauphin de Beauvais (1688-1763) est un graveur, éditeur et marchand d'art français.

## Biographie
Nicolas-Dauphin de Beauvais est dit né à Paris vers 1687, les sources bibliographiques modernes s'inspirant de la notice du Watelet (1792) ; le bibliographe Charles Weiss le fait naître en 1678. Ailleurs, il est supposé le fils de Girard Beauvais, éventailliste en 1698 du côté du quartier Saint-Michel. En fait, Nicolas-Dauphin de Beauvais est né le 7 juin 1688 à Paris et a été baptisé le 10 à Saint-Jacques-du-Haut-Pas, « fils de Dauphin de Beauvais, me boulanger et de Jeanne Dubois sa femme ».
Il est l'élève de Jean Audran. 
Vers 1720, il est à Londres pour graver en société avec Nicolas Dorigny et Claude Dubosc les Cartons de Raphaël, mais cette opération se solde par un échec commercial ; Beauvais s'en retourne vite à Paris, mais reste en contact avec Dorigny pour interpréter une suite de dessins représentant les grands hommes d'Angleterre, vers 1736-1737.
En 1729, il produit une interprétation de Benedetto Luti, Sainte Magdelaine pénitente,  pour le Recueil Crozat.
Il devient le collaborateur de Gaspard Duchange dont il épousa la fille Catherine. De cette union, naissent trois fils : Simon Dauphin de Beauvais (1725-1794), peintre, Charles-Nicolas-Dauphin de Beauvais (1730-1785), graveur, et Jacques-Philippe Beauvais, sculpteur. 
Duchange avait ouvert boutique rue Saint-Jacques, éditant et vendant des estampes. Il est possible que son beau-fils hérita de cette boutique et forma son fils et que celui-ci l'aida dans son travail, et qu'il développa le commerce de son père. On signale un important graveur-imprimeur-libraire appelé Beauvais installé dans cette même rue à l'enseigne de Saint-Nicolas. L'éditeur y produit des vues d'optique à partir de 1750.
Nicolas-Dauphin de Beauvais meurt à Paris le 13 janvier 1763.
Il était graveur du roi et membre de l'Académie de Saint-Luc. Il grava exclusivement d'après les grands maîtres.

## Autres œuvres
Beraldi et Portalis signalent :

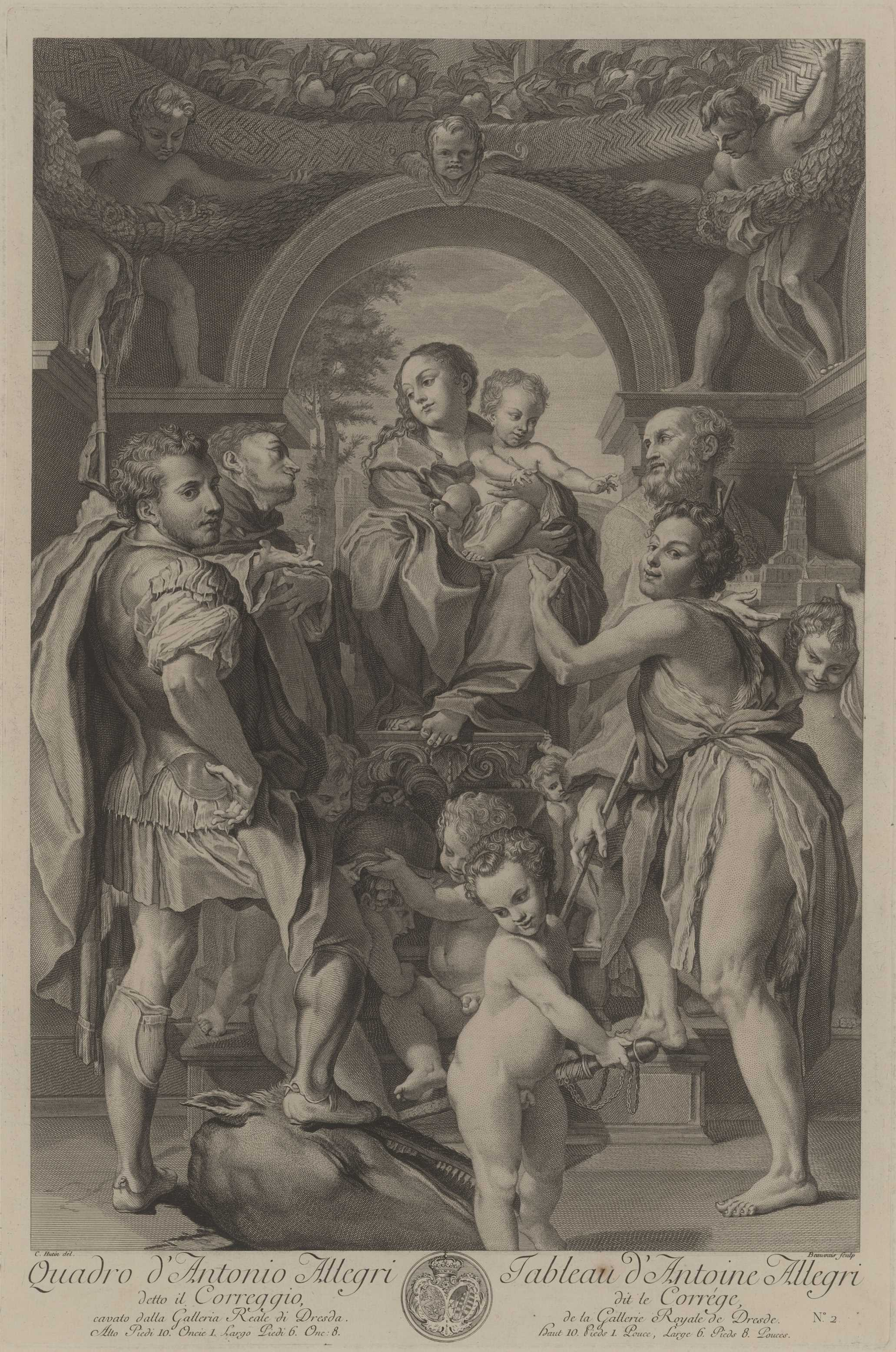
Galerie royale de Dresde : Madone de saint George (1753), gravure de Beauvais, dessin de Hutin, d'après Le Corrège.

- École de cavalerie de François Robichon de La Guérinière (1733), Portrait du marquis de La Ferté.
- Fables de La Fontaine, suite de six pièces d'après Oudry (pour la fable La jeune veuve, on cite à son burin la collaboration de l'aquafortiste Martin Marvie), 1755.
- Participe à la Grande Galerie de Versailles et les deux Salons qui l’accompagnent, peints par Charles Le Brun premier peintre de Louis XIV dessinés par Jean-Baptiste Massé Peintre et Conseiller de l’Académie Royale de Peinture et de Sculpture et gravés sous ses yeux par les meilleurs maîtres du tems  (1723-1753).
- Le Sacre de Louis XV, cinq pièces.
- Publications d'estampes inspirées du Corrège dans le catalogue périodique de la Galerie de Dresde (à partir de 1753).
- Suite de planches d'hommes costumés.